# Naintré
Naintré és un municipi francès situat al departament de la Viena i a la regió de la Nova Aquitània. L'any 2007 tenia 5.775 habitants.

## Demografia

### Població
El 2007 la població de fet de Naintré era de 5.775 persones. Hi havia 2.332 famílies de les quals 592 eren unipersonals (240 homes vivint sols i 352 dones vivint soles), 776 parelles sense fills, 784 parelles amb fills i 180 famílies monoparentals amb fills.
La població ha evolucionat segons el següent gràfic:
Habitants censats

### Habitatges
El 2007 hi havia 2.509 habitatges, 2.344 eren l'habitatge principal de la família, 45 eren segones residències i 120 estaven desocupats. 2.267 eren cases i 167 eren apartaments. Dels 2.344 habitatges principals, 1.642 estaven ocupats pels seus propietaris, 659 estaven llogats i ocupats pels llogaters i 43 estaven cedits a títol gratuït; 69 tenien una cambra, 115 en tenien dues, 308 en tenien tres, 757 en tenien quatre i 1.095 en tenien cinc o més. 1.815 habitatges disposaven pel capbaix d'una plaça de pàrquing. A 926 habitatges hi havia un automòbil i a 1.184 n'hi havia dos o més.

### Piràmide de població
La piràmide de població per edats i sexe el 2009 era:
| Homes | Edats   | Dones |
| ----- | ------- | ----- |
| 0     | 95 o +  | 4     |
| 8     | 90 a 94 | 20    |
| 24    | 85 a 89 | 56    |
| 32    | 80 a 84 | 52    |
| 80    | 75 a 79 | 80    |
| 80    | 70 a 74 | 76    |
| 100   | 65 a 69 | 104   |
| 172   | 60 a 64 | 132   |
| 160   | 55 a 59 | 140   |
| 204   | 50 a 54 | 232   |
| 136   | 45 a 49 | 208   |
| 180   | 40 a 44 | 180   |
| 212   | 35 a 39 | 200   |
| 188   | 30 a 34 | 220   |
| 196   | 25 a 29 | 152   |
| 180   | 20 a 24 | 148   |
| 244   | 15 a 19 | 160   |
| 204   | 10 a 14 | 164   |
| 140   | 5 a 9   | 136   |
| 124   | 0 a 4   | 180   |

## Economia
El 2007 la població en edat de treballar era de 3.665 persones, 2.711 eren actives i 954 eren inactives. De les 2.711 persones actives 2.525 estaven ocupades (1.344 homes i 1.181 dones) i 186 estaven aturades (66 homes i 120 dones). De les 954 persones inactives 398 estaven jubilades, 286 estaven estudiant i 270 estaven classificades com a «altres inactius».

### Ingressos
El 2009 a Naintré hi havia 2.352 unitats fiscals que integraven 5.769 persones, la mediana anual d'ingressos fiscals per persona era de 17.840 €.

### Activitats econòmiques
Dels 214 establiments que hi havia el 2007, 5 eren d'empreses alimentàries, 2 d'empreses de fabricació de material elèctric, 1 d'una empresa de fabricació d'elements pel transport, 24 d'empreses de fabricació d'altres productes industrials, 41 d'empreses de construcció, 49 d'empreses de comerç i reparació d'automòbils, 7 d'empreses de transport, 7 d'empreses d'hostatgeria i restauració, 2 d'empreses d'informació i comunicació, 12 d'empreses financeres, 9 d'empreses immobiliàries, 27 d'empreses de serveis, 15 d'entitats de l'administració pública i 13 d'empreses classificades com a «altres activitats de serveis».
Dels 54 establiments de servei als particulars que hi havia el 2009, 1 era una gendarmeria, 1 oficina de correu, 2 oficines bancàries, 1 funerària, 6 tallers de reparació d'automòbils i de material agrícola, 1 taller d'inspecció tècnica de vehicles, 3 paletes, 5 guixaires pintors, 6 fusteries, 9 lampisteries, 2 electricistes, 7 perruqueries, 5 restaurants, 3 agències immobiliàries, 1 tintoreria i 1 saló de bellesa.
Dels 13 establiments comercials que hi havia el 2009, 1 era un supermercat, 2 grans superfícies de material de bricolatge, 1 una botiga de més de 120 m², 3 fleques, 1 una carnisseria, 1 una botiga de material esportiu, 1 un drogueria i 3 floristeries.
L'any 2000 a Naintré hi havia 18 explotacions agrícoles que ocupaven un total de 959 hectàrees.

## Equipaments sanitaris i escolars
El 2009 hi havia 2 farmàcies i 1 ambulància.
El 2009 hi havia 2 escoles maternals i 4 escoles elementals.

## Poblacions més properes
El següent diagrama mostra les poblacions més properes.